# Bonames
Bonames, Frankfurt-Bonames – 31. dzielnica (Stadtteil) miasta Frankfurt nad Menem, w Niemczech, w kraju związkowym Hesja. Należy do okręgu administracyjnego Nord-Ost.